# Акција Виктора Томића
Акција Виктора Томића назив је за акцију масовног терора, током кога су од 10. августа до 16. септембра 1942. извршени многобројни злочини над српским становништвом Срема. Убијено је око 6.000, а ухапшено и злостављано око 10.000 људи, жена и деце. Акцију су спроводиле усташке снаге, под командом Виктора Томића, вишег редарственог повереника за Велику жупу Вуку и специјалног изасланика поглавника НДХ Анте Павелића, а уз активну помоћ окупационих снага немачког Вермахта. 
Акција је била део усташке политике геноцида над српским становништвом у Независној Држави Хрватској (НДХ), али и резултат напора окупационих снага да сломе отпор југословенских партизана у Срему, који су све више добијали подршку локалног становништва. Половином 1942, а нарочито током јула и августа, партизани су у Срему организовали нападе на усташке и немачке посаде у селима, вршили саботаже на железничким пругама, нападе на полицијске снаге и палиле летину, што је значајно ометало функционисање окуапаторске и усташке власти. Како би спречили даље партизанске акције Немци и усташе су предузимали окрутне репресалије над становништвом, које је предводио Антон Бауер, шеф немачке полиције у Руми. 
Нредбом Павелића формирано је 9. августа 1942. Више редарствено повереништво за Велику жупу Вуку са циљем да систематским редарственим деловањем успостави ред и мир на читавом подручју жупе. Томићева акција почела је 10. августа, где је за три дана убијено 1.000 људи на православном гробљу. Одмах потом проширила се на читав Срем и обухватила следећа места — Баноштор, Батајница, Белегиш, Бешка, Бешеново, Бингула, Буковац, Буђановци, Велики и Мали Радинци, Визић, Војка, Врдник, Голубинци, Деч, Дивош, Ердевик, Земун, Илок, Ириг, Јазак, Крушедол, Краљевци, Крчедин, Кузмин, Купиново, Лаћарак, Лединци, Марадик, Моровић, Нови Карловци, Павловци, Пећинци, Прогар, Ривица, Сремска Рача, Сремски Михаљевци, Стејановци и Шид.
Упоредо са акцијом масовног терора, немачке и усташке снаге, покренуле су 24. августа 1942. велику војну офанзиву на Фрушку гору, са циљем уништења главнине партизанских снага. У овој седмоденвној акцији учествовало је око 17.000 војника, под командом Хајнриха Боровског. 

## Позадина и увод
Окупацијом Краљевине Југославије, априла 1941. њена територија подељена је између Нацистичке Немачке и Фашистичке Италије, а поједини делови су уступљени њиховим савезницима — Краљевини Мађарској, Краљевини Бугарској и Краљевини Албанији. На територији некадашње Бановине Хрватске проглашена је 10. априла 1941. Независна Држава Хрватска (НДХ), нацистичка марионетска творевина која је обухватала већину територије данашњих држава Хрватске и Босне и Херцеговине. На њеном челу налазио се Анте Павелић, вођа хрватског фашистичког ултранационалистичког Усташког покрета. У складу са италијанском и немачком нацистичком политиком, на окупираном подручју уведени су расни закони против мањинских популација, што је укључивало формирање концентрационих логора.
Срем, географски регион који се налази између река Дунава и Саве, укључен је у састав НДХ, на основу чињенице да се у току постојања Аустроугарске, од 1868. до 1918. налазио у саставу Краљевине Хрватске и Славоније. Поред усташа, значајну улогу у вршењу локалне власти у срезовима на подручју Срема, имали су и домаћи Немци (фолксдојчери), а нарочито на подручју — земунског, иришког, румског, старопзаовачког и сремскомитровачог среза. Од првих дана окупације настале су велике муке за становништво Срема, чији се живот одвијао по новим правилима. Независна Држава Хрватска организовала је интензивну законодавну активност доношењем разних дискриминационих закона и формирањем концентрационих логора. Већ 3. маја 1941. донета је законска одредба о преласку с једне вере на другу, а затим и низ допунских одредби, наредби, упутстава и окружница за потребе кампање покатоличавања православних Срба. Поред тога, део суморне свакодневнице постали су пљачкање имовине и хапшење Срба и Јевреја, као и присилно исељавање у Србију, посебно оног становништва које је у ове крајеве досељено након 1918. године. Гласине о усташким масовним злочинима над српским становништвом у Лици, Кордуну, Босни и другим крајевима, утицали су да одређени број људи самовољно напусти своје куће и преко Саве се пребаци у централну Србију. Први масовни злочин над српским становништвом у Срему десило се крајем јула 1941. у илочком срезу. Двојица жандарма из Сусека, дошла су у патролу у Свилош и почела да малтретирају људе, али су им двојица браће пружила отпор и убила их. Након тога изврешно је масовно хапшење 45 Срба из Свилоша и око 30 Срба из Сусека, који су одведени у Илок, где је њих 43 изведено пред преки суд, који их је осудио на смрт. Изврешњем смртне казне руководио је усташки функционер Јурај Рукавина.
Међутим, до пролећа 1942. године, партизани су формирали одреде на подручју Фрушке горе, вршили нападе на низије и средином лета проширили своје одреде. Они су нападали и убијали војнике или полицајце и саботирали железничке пруге, што је изазвало несташицу хране и глад међу сељацима. Насиље усташа је расло, а позиви на уједињену офанзиву сила Осовине против партизана постајали су све гласнији. Виктор Томић је именован за усташког полицијског комесара у Срему и, у координацији са локалним усташким јединицама, вршио рације по српским селима.

## Убијања
Усташка омладина и милиција почели су да хапсе српске цивиле. Комплетно мушко становништво из села је одвођено. Приближно 3.000–4.000, углавном мушкараца, ухапшено је и одведено у главни затвор у Митровици. Затвореници су били подвргнути испитивањима, пребијању, мучењу и понекад силовању. Додатно ухапшени Срби одвођени су у најближе логоре.
Многи од заробљених Срба осуђени су на смрт, а већина је стрељана од стране усташке милиције, без обзира на њихову политичку припадност. Највећи појединачни масакр догодио се у ноћи између 4. и 5. септембра 1942. године када је више од хиљаду затвореника одведено на православно гробље у Митровици. Усташе су почеле да кољу затворенике, а масакр је трајао до раног јутра, након чега су тела бацана у масовне гробнице које су ископали други заробљени Срби.
Већина извора наводи да је убијено између 2.000 и 3.000 Срба, док немачки Вермахт бележи до 7.000 жртава у периоду од августа до почетка септембра 1942. године. Неколико стотина затвореника одведено је и у концентрациони логор Јасеновац. Немачка војска описала је масакре као „клање и садистичке нереде“.

## Последице
Односи према стрељањима истакли су разлике између Вермахта и усташа. Док су усташе примењивале насиље без дискриминације, Вермахт је спроводио одмазде у складу са немачким кодексом који је поставио Хајнрих Химлер. Масовна убиства осумњичених партизана сматрана су корисним, али је немачка команда сматрала да је приступ усташа контрапродуктиван.